# Mitopus mobilis
Espèce
Mitopus mobilis est une espèce d'opilions eupnois de la famille des Phalangiidae.

## Distribution
Cette espèce est endémique du Japon.

## Description
L'holotype mesure 7 mm.

## Systématique et taxinomie
Cette espèce a été décrite par Karsch en 1881.

## Publication originale
- Karsch, 1881 : « Diagnoses Arachnoidarum Japoniae. » Berliner Entomologische Zeitschrift, vol. 25, p. 35-40 (texte intégral).